# نیروی دریایی شاهنشاهی ایران
نیروی دریایی شاهنشاهی ایران  نام یکی از سه نیروی ارتش شاهنشاهی ایران از ۱۳۳۴ تا انقلاب ۱۳۵۷ بود. پس از وقوع انقلاب نام آن به نیروی دریایی ارتش جمهوری اسلامی تغییر یافت و هم‌اکنون در قالب این سازمان نظامی به فعالیت خود ادامه می‌دهد. نیروی دریایی شاهنشاهی در سال ۱۳۵۷ قدرتمندترین نیروی دریایی خاورمیانه بود. به ادعا کمال حبیب‌اللهی هدف این نیرو تبدیل شدن به یکی از پنج قدرت دریایی جهان بود.

## پیشینه

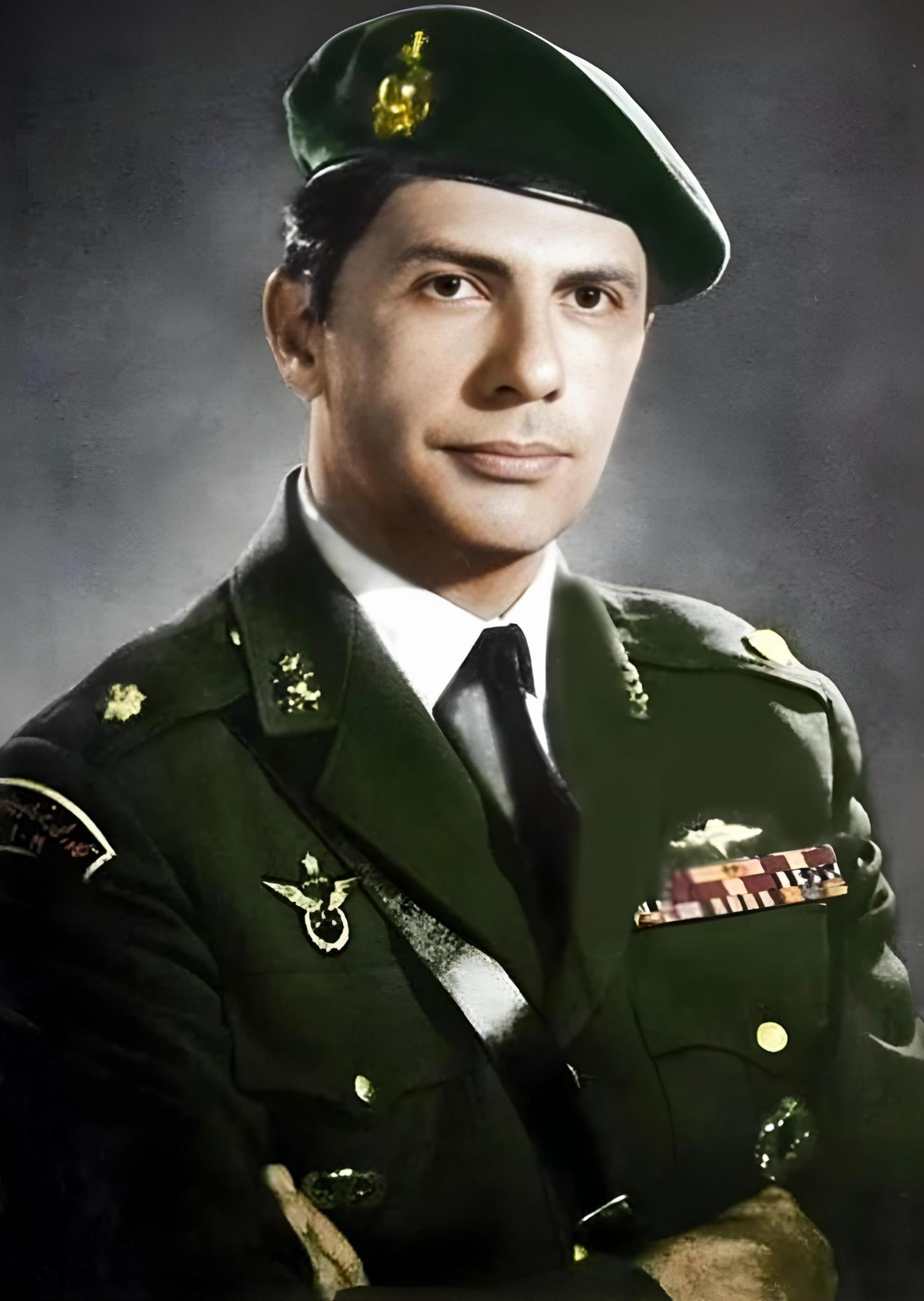
پرویز جهانبانی، از فرماندهان یگان تکاور نیروی دریایی شاهنشاهی ایران و برادر سپهبد نادر جهانبانی.

در زمان حمله بریتانیا و شوروی در جنگ جهانی دوم، که ایران اشغال شده بود، بسیاری از کشتی‌های ایرانی در حالی که هنوز در بندرگاه‌های خود لنگر انداخته بودند، غرق یا آسیب دیدند.
پس از جنگ جهانی دوم، ناوگان نیروی دریایی شروع به جایگزینی کشتی‌های جنگی نابود شده با ناوشکن، ناوچه و بسیاری از کشتی‌های کوچکتر، از جمله موتوری و هواناو که بسیاری از آنها ساخت ایالات متحده و انگلستان است کرد. در دهه ۵۰ خورشیدی، ایران قصد داشت دامنه نیروی دریایی خود را به اقیانوس هند گسترش دهد، اما انقلاب و جنگ نخست خلیج فارس «جنگ ایران و عراق» که مورد حمایت غرب قرار گرفت، باعث محدودیت این هدف شد.
کمال حبیب‌اللهی ادعا کرده است شاه پیش از خروج از کشور در سال ۵۷ و سپردن دولت به شاپور بختیار در تذکری به نخست وزیرش گفته است:
 دفاع از مرزهای آبی مملکت در مرزهای آبی اش انجام نمی‌شود، در عمق در بعد مسافت در دریاها انجام می‌شود و این ژاندارم نیست که ما می‌کنیم این دفاع از سواحل خودمان است منتهی در سرتاسر خلیج فارس و آن‌طرف شمال اقیانوس هند.
پس از خروج انگلیس از جزایر خلیج فارس، نیروی دریایی شاهنشاهی ایران در تاریخ ۹ آذر ۱۳۵۰ کنترل جزایر تنب و ابوموسی را به دست گرفت. تا قبل از سال ۱۳۵۰، نیروی دریایی در درجه نخست با تجهیزات آمریکایی و انگلیسی تأمین می‌شد. تا سال ۱۳۵۷، ایران به سرعت نیروی دریایی خود را نوین کرد و ناوشکن‌ها، ناوچه‌ها و بسیاری از شناورهای کوچک ساخته شده از جمله هواناو را به ساخت آمریکا و انگلیس افزود. هواپیما نیز گنجانده شده بود. در این دوره، ایران توانایی نیروی هوایی را در نیروی دریایی خود ایجاد کرد. این هواپیماها عمدتاً آمریکایی بودند.
عباس رمزی عطایی از فرماندهان نیروی دریایی شاهنشاهی ایران دربارهٔ نقش آمریکا و مستشارانش در نیروی دریایی ایران می‌گوید:

نیروی دریایی آمریکا فقط از لحاظ آموزش و سلاح به ما کمک می‌کرد؛ یعنی نفرات‌مان را آموزش می‌داد و وسایل‌مان را هم برایمان می‌خرید. اینها تا این حدود در نیروی دریایی قدرت داشتند در ایران. نحوهٔ تصمیم‌گیری من چه کار می‌کنم، چه‌جور برنامه‌ام را پیاده می‌کنم، کجا می‌روم، کجا می‌آیم، این کشتی… به‌هیچ‌وجه دخالتی نداشتند. به‌هیچ‌وجه، اصلاً و ابداً… ولی این را گفتم این را هم می‌گویم اگر من یک سازمان جدیدی را می‌خواستم ارائه بدهم و برای نیروی دریایی پیاده بکنم، وقتی که به ستاد بزرگ می‌بردم باید مستشار آمریکایی‌ام هم بیاید تصدیق بکند. در حالی‌که مستشار آمریکایی من به اندازهٔ یک دانه ناو سروان من تجربهٔ دریا و سواد نداشت. مستشار دریایی من دانشکده دریایی ندیده بود. Officers Kansas School آمده بود، بعد مانده بود توی نیروی دریایی. آدمیرال هم بودها، دریادار بود. تمام دوران خدمتش توی دریا دو سال بوده. فرماندهی هم اصلاً فرماندهی ناو نکرده بوده، در حالیکه یک دانه ناوسروان من دانشکدهٔ دریایی را دیده بود. دورهٔ عالیش را دیده بود. دانشگاه جنگ‌اش را دیده بود. یک ناخدا سه یا ناخدا دو، دوسه تا فرماندهی در دریا کرده بود. اقلاً هفت هشت ده سال روی کشتی خدمت کرده بود. و من کمک فکری هیچ‌وقت، مستشار من در موقعیتی نبود بتواند به من کمک فکری بکند، فکری نداشت به من بدهد. آن تنها واسطهٔ سفارشات و خرید ما و تعیین نحوهٔ آموزش و بازکردن کدهای آموزش برای ما در خارج بود.
کمال حبیب‌اللهی آخرین فرمانده نیروی دریایی شاهنشاهی ایران، در مصاحبه خود با تاریخ شفاهی هاروارد ادعا می‌کند که نیروی دریایی ایران در حال تبدیل شدن به پنجمین نیروی دریایی دنیا بوده و شاه قدرتمندتر کردن این نیرو را با دو برنامه دنبال می‌کرد:
1. اول خرید زیر دریایی‌های مجهز از آمریکا و پیگیری ساخت این شناورها در ایران. همچنین تربیت و آموزش پرسنل مخصوص زیردریایی نیز پیش‌بینی شده بود. در این برنامه ایران موفق به عقد قرارداد برای خرید چند عدد زیردریایی از آمریکا شد ولی با وقوع انقلاب اسلامی بقیه سفارش توسط جمهوری اسلامی لغو شد و بقیه زیردریایی‌ها نیز توسط سید احمد مدنی وزیر دفاع دولت موقت عودت داده شد. سید صادق طباطبایی حتی خواستار تعویض این زیردریایی‌ها با تراکتور شد.
2. تشکیل نیروی تفنگداران دریایی به تقلید از سپاه تفنگداران دریایی ایالات متحده آمریکا[۱۰]

بنا به اسناد منتشره قرارداد لغو خرید زیردریایی در ۱۵ بهمن ۱۳۵۷ با پیشنهاد مقامات آمریکایی و توسط نخست‌وزیر وقت شاپور بختیار امضا شد. و در ادامه آن قرارداد خرید زیردریایی‌های آلمانی در ۲۴ فروردین ماه ۱۳۵۸ در دولت موقت بازرگان لغو گردید.

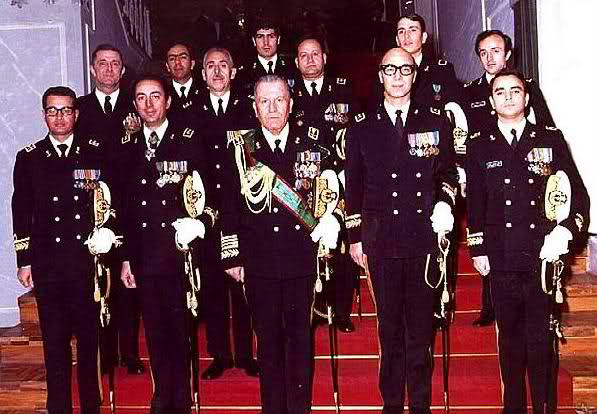
افسران و تیسماران عالی‌رتبه نیروی دریایی شاهنشاهی ایران به همراه دریاسالار فرج‌الله رسایی در بندر پهلوی (حدود ۱۹۶۰)

## فرماندهان نیرو
- دریادار غلامعلی بایندر مهر ۱۳۱۵ تا ۳ شهریور ۱۳۲۰ (از ۱۳۲۰ تا ۱۳۲۵ نیروی دریایی منحل بود)
- دریادار عبدالله ظلی ۱۳۲۵ تا ۱۳۳۱
- دریادار غلامحسین بایندر ۱۳۳۱ تا ۱۳۳۳
- دریابان حبیب‌الله شاهین ۱۳۳۳ تا ۱۳۳۹
- دریابد فرج‌الله رسائی ۱۳۳۹ تا ۱۳ مهر ۱۳۵۱
- دریابان عباس رمزی عطایی ۱۳ مهر ۱۳۵۱ تا ۱۷ دی ۱۳۵۴
- دریاسالار کمال حبیب‌اللهی ۱۷دی ۱۳۵۴ تا ۲۲ بهمن ۱۳۵۷

## اسامی برخی از شناورها
- ناو هرمز

نفتکش - تدارکاتی
- ناوشکن ببر

جنگی-خریداری شده از ایالات متحده آمریکا
- ناوشکن پلنگ

جنگی-خریداری شده از ایالات متحده آمریکا
- ناو بایندر

جزو ناوگروه اسکورت-خریداری شده از ایالات متحده آمریکا
- ناو کهنمویی

جزو ناوگروه اسکورت-خریداری شده از ایالات متحده آمریکا
- ناوشکن آرتمیس

خریداری شده از انگلستان
بعد از انقلاب به دماوند تغییر نام داد.
- ناو نقدی

جنگی-خریداری شده از ایالات متحده آمریکا
- ناوچه تندر

جنگی
- ناوچه کیوان

جنگی-خریداری شده از ایالات متحده آمریکا

## موفقیت‌های نظامی
با توجه به فروپاشی نیروی دریایی ایران در خلال جنگ جهانی دوم، نیروی دریایی شاهنشاهی به محض قدرت گرفتن و تجدید نیرو در زمان محمد رضا پهلوی اقدام به عملیات‌های نظامی زیر نمود:
- بازپس‌گیری و اعمال حق حاکمیت ملی ایران برتنب کوچک، تنب بزرگ، جزیره ابوموسی[۱۲]
- تصرف جزیره عربی که بدون تلفات نظامی و با خلع سلاح تمامی سربازان عربستان سعودی و عزیمت آنها به کشور خودشان بود. ان جزیره بعد از ۱۵ روز به عربستان برگردانده شد.[۱۳]
- احیاء مالکیت ایران بر جزیره فارسی[۱۴]
- حضور جنگ ظفار برای جلوگیری از سقوط حکومت سلطان قابوس[۱۵]

## درجه های نیروی دریایی شاهنشاهی ایران

### نیروی دریایی شاهنشاهی ایران
| درجه‌های تیمسار های نیروی دریایی ارتش شاهنشاهی ایران | درجه‌های تیمسار های نیروی دریایی ارتش شاهنشاهی ایران | درجه‌های تیمسار های نیروی دریایی ارتش شاهنشاهی ایران | درجه‌های تیمسار های نیروی دریایی ارتش شاهنشاهی ایران | درجه‌های تیمسار های نیروی دریایی ارتش شاهنشاهی ایران |
| آریابد                                              | دریابد                                              | دریاسالار                                           | دریابان                                             | دریادار                                             |
| --------------------------------------------------- | --------------------------------------------------- | --------------------------------------------------- | --------------------------------------------------- | --------------------------------------------------- |
|                                                     |                                                     |                                                     |                                                     |                                                     |

| درجه‌های افسران نیروی دریایی ارتش شاهنشاهی ایران | درجه‌های افسران نیروی دریایی ارتش شاهنشاهی ایران | درجه‌های افسران نیروی دریایی ارتش شاهنشاهی ایران | درجه‌های افسران نیروی دریایی ارتش شاهنشاهی ایران | درجه‌های افسران نیروی دریایی ارتش شاهنشاهی ایران | درجه‌های افسران نیروی دریایی ارتش شاهنشاهی ایران | درجه‌های افسران نیروی دریایی ارتش شاهنشاهی ایران |
| ناخدا یکم                                       | ناخدا دوم                                       | ناخدا سوم                                       | ناوسروان                                        | ناوبان یکم                                      | ناوبان دوم                                      | ناوبان سوم                                      |
| ----------------------------------------------- | ----------------------------------------------- | ----------------------------------------------- | ----------------------------------------------- | ----------------------------------------------- | ----------------------------------------------- | ----------------------------------------------- |
|                                                 |                                                 |                                                 |                                                 |                                                 |                                                 |                                                 |

| درجه‌های درجه‌داران و سربازان نیروی دریایی ارتش شاهنشاهی ایران | درجه‌های درجه‌داران و سربازان نیروی دریایی ارتش شاهنشاهی ایران | درجه‌های درجه‌داران و سربازان نیروی دریایی ارتش شاهنشاهی ایران | درجه‌های درجه‌داران و سربازان نیروی دریایی ارتش شاهنشاهی ایران | درجه‌های درجه‌داران و سربازان نیروی دریایی ارتش شاهنشاهی ایران | درجه‌های درجه‌داران و سربازان نیروی دریایی ارتش شاهنشاهی ایران | درجه‌های درجه‌داران و سربازان نیروی دریایی ارتش شاهنشاهی ایران | درجه‌های درجه‌داران و سربازان نیروی دریایی ارتش شاهنشاهی ایران | درجه‌های درجه‌داران و سربازان نیروی دریایی ارتش شاهنشاهی ایران |
| ناواستوار یکم                                                | ناواستوار دوم                                                | مهناوی یکم                                                   | مهناوی دوم                                                   | مهناوی سوم                                                   | سرناوی                                                       | ناوی یکم                                                     | ناوی دوم                                                     | ناوی                                                         |
| ------------------------------------------------------------ | ------------------------------------------------------------ | ------------------------------------------------------------ | ------------------------------------------------------------ | ------------------------------------------------------------ | ------------------------------------------------------------ | ------------------------------------------------------------ | ------------------------------------------------------------ | ------------------------------------------------------------ |
|                                                              |                                                              |                                                              |                                                              |                                                              |                                                              |                                                              |                                                              |                                                              |